# Třída Orka
Třída Orka je perspektivní třída ponorek Nizozemského královského námořnictva. Ve službě nahradí ponorky třídy Walrus, které byly do služby zařazovány od roku 1992. Celkem je plánována stavba čtyř ponorek této třídy. Ponesou jména Orka, Zwaardvis, Barracuda a Tijgerhaai. Dodání prvního páru ponorek je plánováno na rok 2034.

## Stavba
Program náhrady konvenčních ponorek třídy Walrus byl zahájen roku 2013. Podle tehdejších nenaplněných plánů měly být ponorky objednány roku 2021 a prototypová ponorka měla vstoupit do služby roku 2028. Nové ponorky mají mít dlouhý dosah, aby se mohly účastnit expedičních operací a operovat i ve vzdálených oblastech Karibského Nizozemska.
V roce 2019 byl výběr ministerstvem obrany zúžen na tři nabídky. Francouzská loděnice Naval Group nabídla konvenční derivát francouzských jaderných ponorek třídy Barracuda, označený Blacksword (v Austrálii měly být nejaderné Barracudy, označené Shortfin Barracuda, stavěny jako třída Attack, ale roku 2021 byl tento program ukončen ve prospěch akvizice jaderných ponorek). S Naval Group spolupracuje nizozemská loděnice Royal IHC. Výběru se dále účastnila švédsko-nizozemské uskupení Saab Kockums a Damen Group se zvětšeným derivátem švédských ponorek třídy Blekinge, označeným C718 a německá loděnice ThyssenKrupp Marine Systems a loděnice Den Helder s derivátem německo-norských ponorek Typu 212CD.
V březnu 2024 byl nizozemskou vládou v demisi předběžně vybrán projekt francouzské loděnice Naval Group. V červenci 2024 rozhodnutí o zadání zakázky schválil nizozemský parlament. Společnost TKMS se pokusila předběžný výběr vlády napadnout soudně, ale neuspěla. Vláda byla za výběr kritizována, že upřednostnila francouzská pracovní místa před nizozemskými. Dodání prvního páru ponorek je plánováno na rok 2034, deset let od podpisu smlouvy. Druhý pár by byl dodán ještě později. Zdržení v programu Orka si vyžádalo prodloužení provozu ponorek třídy Walrus. Dne 30. září 2024 byla podepsána objednávka na ponorky z programu Orka.
Jednotky třídy Orka:
| Jméno      | První řezání oceli | Založení kýlu | Spuštěna | Vstup do služby | Status    |
| ---------- | ------------------ | ------------- | -------- | --------------- | --------- |
| Orka       |                    |               |          | 2034 (plán)     | plánována |
| Zwaardvis  |                    |               |          | 2034 (plán)     | plánována |
| Barracuda  |                    |               |          |                 | plánována |
| Tijgerhaai |                    |               |          |                 | plánována |

## Konstrukce
Kromě 35 členů posádky ponorky pojmou dalších až 24 osob, například ze speciálních jednotek. Nejméně dvě z ponorek ponesou střely s plochou dráhou letu. Tento nejaderný derivát třídy Barracuda bude místo jaderného reaktoru vybaven pomocným pohonem nezávislým na přístupu atmosférického vzduchu využívajícím vodíkové články AIP FC.2G. Ponorky dále budou vybaveny lithium-iontovými články.